# 錫爾伯帕拉滕山
47°14′25″N 9°18′59.5″E / 47.24028°N 9.316528°E

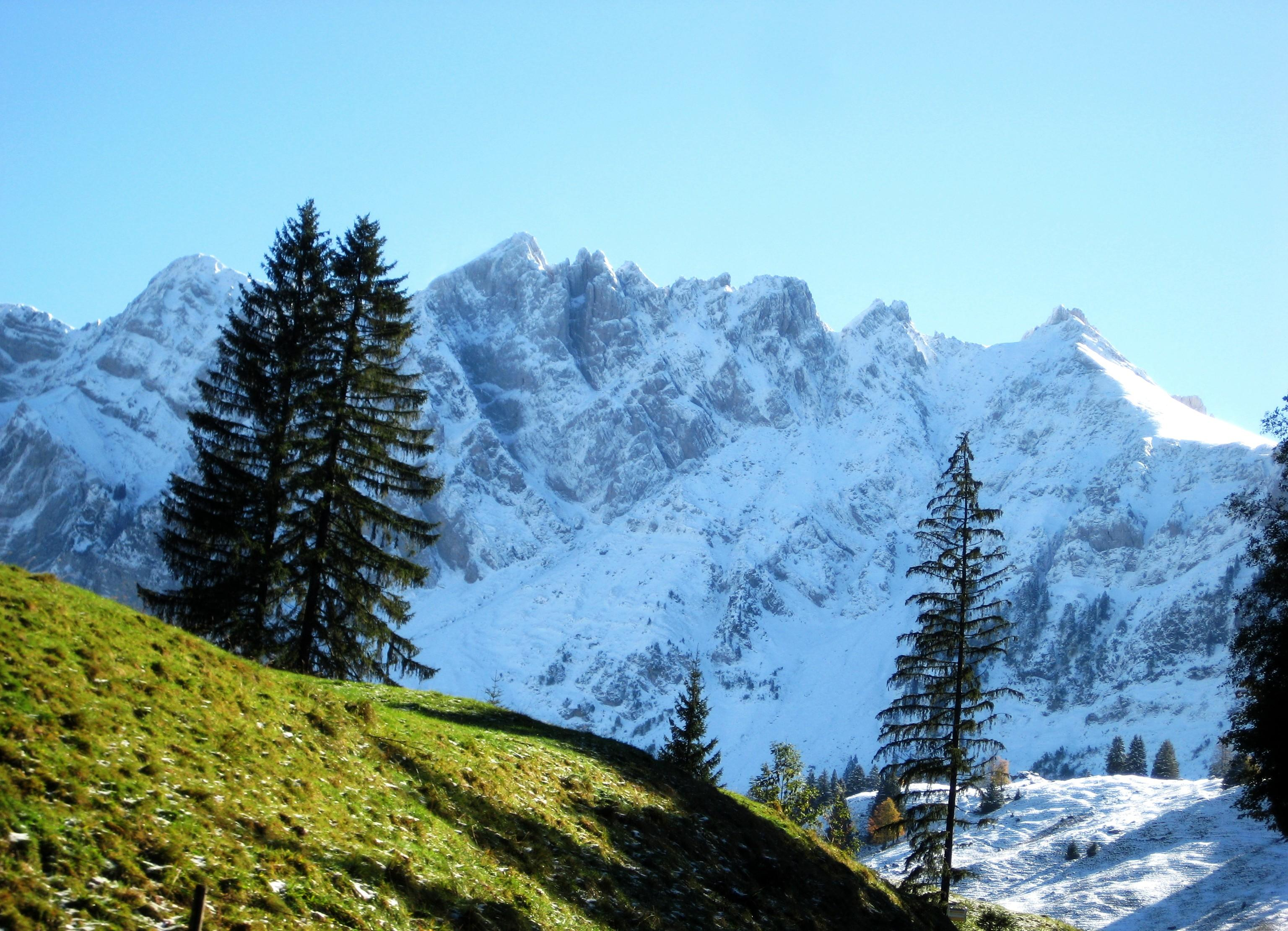

錫爾伯帕拉滕山（Silberplatten），是瑞士的山峰，位於該國東北部，由聖加侖州負責管轄，屬於阿彭策爾阿爾卑斯山脈的一部分，海拔高度2,158米，每年平均降雨量1,954毫米。

## 外部連結
- Silberplatten on Hikr （页面存档备份，存于）
- Spherical panorama of Silberplatten （页面存档备份，存于）